# تمجوط (الروحا)
تمجوط هي إحدى مشيخات المملكة المغربية، تتبع جغرافيا لإقليم زاكورة وإداريًا لالروحا. يقدر عدد سكانها بـ 3124 نسمة حسب الإحصاء الرسمي للسكان والسكنى لسنة 2004.